# サムライガン
『サムライガン』は、熊谷カズヒロによる日本の時代劇風漫画作品、および作品中に登場する戦士の名前。集英社の漫画雑誌「週刊ヤングジャンプ」にて1996年から2002年にかけて連載された。

## 概要
スチームパンク的な異様な技術体系が発展した架空の幕末を舞台に、サムライガンと呼ばれる超人的工作員たちの戦いを描いた物語である。単なるアクションものというよりはスパイものに近い雰囲気であり、サムライガン達の活躍の裏では虚実入り乱れた情報戦が展開されていることがほのめかされている。しかしあくまでも末端でしかないサムライガンや他組織の工作員達の視線を通して物語は進んでいくため、その全容は曖昧にしかわからない。
終盤、幕府と反幕府組織・評議会は根を等しくする表裏一体の同一組織であったことが明かされ、その裏では謀略組織「秩序機構」が進行させていた「五カ年計画」と、それを阻止せんとする汎世界的な秘密結社の戦いが繰り広げられていたことが語られる。
作中登場する多くの単語や要素、組織は、『モノクロームボックス』や『マイティジャック THE SHADOW FORCE』、『モンテ・クリスト』といった作者の別作品にも受け継がれており、これらが同じ世界を舞台にしていることが暗示されている。

## あらすじ
幕末を迎えようとする1800年代の日本のような世界。この荒んだ時勢に暗躍する謎の義賊の姿があった。見たこともない連発銃などの最新武器を装備し、黒い仮面に鉄兜の如き装束を纏い、常人とはかけ離れた身体能力で、次々に悪を屠るその名はサムライガン。「光の下 影のもと その悪を討て」という使命を受けて暗躍する彼らは、幕府より「黒い逆賊」と呼ばれ恐れられていた。
サムライガン六号丸・捨吉、二号丸・強太、そして彼らの相棒である松崎の活躍を描いた読本を紐解く形で始まった物語は、やがて実在のサムライガンである七号丸・市松の戦いを描写するようになる。
代門、紅という仲間たちと任務を黙々と遂行する市松は、評議会という組織で育成された超人的な諜報員だった。人殺しを厭いながらも暗殺に従事する市松は、かつて姉を惨殺した烈界という男を殺すためだけにサムライガンを続けていた。対サ特捜の話頭と日夜繰り広げられる過酷な戦いの日々、その中で市松はお花という娼婦と惹かれ合っていく。
一方、評議会の中でも不穏な動きがあり、その過激な暴力性を危険視された二号丸・強太は、自らが粛清対象となったことで組織を離反する。そしてお花を人質にとって市松を呼び出した強太は、初期型のサムライガンは何らかの洗脳処置を受けていることを明かし、評議会に反乱を起こすことを提案するが、市松もろともに行われた評議会の攻撃で惨死する。市松は朦朧とする意識の中、自分を助けるサムライガンの姿を見た。
その頃、三号丸・牧史郎衛門はそう言った情報を知らずにサムライガンとしての任務に従事していた。彼はかつて十一号丸・楓に性的暴行を行っていた候補生を殺害したため、弟である四号丸・牧佐吉を人質に取られる形でサムライガンとなっていた。二人に負い目のある牧は、相棒であり親友でもある花田正蔵、茜と共に任務を真面目にこなしていく。
しかし評議会は初期型サムライガンへの警戒を強め、牧を対サムライガン用サムライガンとして抜擢する一方、正蔵に牧の様子を監視・密告するよう命じる。出世欲から一時はそれを引き受けた正蔵だが、良心の呵責に耐えきれず牧に脱走を促し、それを理由に粛清されてしまう。事実を知った牧は楓を巻き込む形で評議会を離反し、同じく離反していた市松ら他の初期型サムライガンたちと合流する。
その頃、代門は新たなる対サムライガン用サムライガン、五号丸・露台の調整を行っていた。洗脳装置「イントナルモーリ」によって制御される露台は恐るべき戦闘力を発揮していたが、代門は市松の一件と露台への非人道的な扱いから、評議会への疑念を深めていく。しかし代門を引き入れようと現れた市松に対しては、部下を犠牲にはできないと離反を拒絶する。そして対サムライガン用サムライガンと戦闘に突入した牧は、彼が養成所時代の親友であった露台だと気づいてしまい、その一瞬の隙に射殺される。露台もまた自分が誰を殺害したか理解して正気に戻り、自害して果てた。牧の死をきっかけに初期型サムライガンたちは散り散りになり、市松は松崎と共に江戸城への潜入を目指す。
評議会の任務に従事し続け、その中で難からず思っていた女性まで失って無気力になっていた六号丸・捨吉は、それでもと請われたことで西郷隆盛に接触。評議会は幕府に対して自然発生的に出現した天敵を自認しているが、実態は幕府と表裏一体、根を同じくする同一組織であり、そして両方とも腐敗しきっているという事実を明かす。
「イントナルモーリ」研究施設からの脱走に成功した九号丸・巽は、評議会の「イントナルモーリ」による国民洗脳計画を阻止するため、自分とともに抜け出した万年青と共に江戸城地下の蒸気施設へと潜入する。最深部を目指す巽だが、洗脳音波は容赦なく彼の意識をかき乱していく。
江戸城へ潜入した市松と松崎を待っていたのは、勝海舟と烈界だった。海舟は松崎が強烈なアナーキスト秘密結社の一員であったことを暴露して襲いかかり、松崎は市松を逃して戦いに突入する。勝海舟は「イントナルモーリ」そのものは反逆者を引きつける囮であり、真の目的は中枢部品である演算装置「ジコリーフィルコイル」の小型量産化であったことを語る。彼らはこれを世界中に行き渡らせ、無線電信技術によって結線し、全世界を統一した秩序の下に置くことを目論んでいた。窮地に陥った松崎を助けたのは、対サ特捜の話頭だった。服部半蔵の末裔である対サ特捜は、徳川幕府に巣食った幕府＝評議会の存在に気づいており、反旗を翻してクーデターを実施し、勝海舟と裂界が幕府評議会の裏に存在する陰謀組織「秩序機構」の一員であることを暴露する。
一方、地下最深部にたどり着いた市松は烈界と対峙する。烈界の正体は市松の祖父ヴィクター・ライノ・フランケンシュタインであった。烈界はかつて評議会でサムライガンの養成を行っていた際「インナトルモーリ」の施術を受けた市松の姉が発狂して市松を殺そうとしたため、やむを得ず姉を処分して市松にニセの記憶を与えたのだという。成功作としての自分を迎えようとする烈界を拒否した市松は、強烈に鳴り響く「イントナルモーリ」の音色で混乱する中、烈界の用意した謎のサムライガンと交戦する。
市松は「イントナルモーリ」に翻弄されるが、最後の瞬間、突如としてその音色が停止する。巽が「イントナルモーリ」の破壊に成功したのだ。そして混乱状態に陥ったサムライガンを倒して最後に立っていたのは市松であり、敵の素顔は年老いた市松そのもの、つまりは市松の父であった。致命傷を受けた烈界が自分を「悪魔」と罵るのを聞きながら、市松は崩壊する江戸城地下から脱出する。
地上に出た市松を待っていたのは対サ特捜と、評議会＝幕府が開発した機動兵器・重サムライガンとの激戦だった。自暴自棄に陥っていた市松は、合流した話頭に自分を殺してくれるよう懇願する。しかし話頭は今は忙しいとそれを拒絶し、市松に銃を握りらせて重サムライガンとの戦闘へ送り出す。そして市松は戦いのなかで負傷し、意識を失う。
目覚めた市松は、洋上を行く船の中にいた。話頭によって回収された彼は、烈界がヨーロッパに逃れたという報せを受け、そのまま船に乗せられていたのだ。そんな所には行かないという市松だが、船は海を進んでいく。
後に幕末と呼ばれる事になるか、呼ばれないかもしれない時代、サムライガンという工作員達の活躍は記録に遺されていない。

## 主な登場人物
（）内はアニメの声優。ただし牧史郎衛門と花田正蔵はサウンドトラック兼ドラマCD「サムライガン SOUND ACTION FILE」のみの出演。

### サムライガン
弱者を虐げる悪党どもを人知れず抹殺する、最先端の銃で武装した仮面の戦士。「評議会」の命を受けて行動するが、サムライガンたち自身にもこの組織の全貌は知らされていない。市松を含めた初期養成型サムライガンは「○号丸」と番号で呼ばれ「一号丸〜十一号丸」が存在する（ただし厳密には四号丸は欠番扱い）。初期養成型は何らかの理由で幼い頃に評議会に連れてこられ、徹底的に戦闘技術を叩き込まれている。東洋式鍼灸術を始めとした処理が施されているためか、これら初期型はいずれも隻眼である。初期養成型は性本能を強制的に戦闘本能へつなげているため、男性型サムライガンは性的に不能。その分、戦闘時の反応や思考能力は常人を遥かに超える物となる。また恋愛感情等は存在する模様。初期養成型でも女性型サムライガンは男性型とは違い、生殖能力は働く。また、一部の初期養成型サムライガンが持つ｢肉親の死亡の記憶｣は、何らかの操作により作られた可能性がある。初期養成法には様々な問題があったらしく、以後の養成には西洋技術を折衷した｢量産型｣が使用されているが、戦闘力は著しく劣る。
一号丸 - 浙江（せっこう）
褐色の肌、縮れ毛が特徴のサムライガン。描写が少なく、性格などはあまり分かっていない。初登場時既に対評議会チームに属していた。
二号丸 - 強太（ごうた）
声 - 子安武人
初期養成型サムライガンの一人で最強（凶）のサムライガン。悪人（女子供は除く）を殺す事が堪らなく好きだと語る。それ故の凶暴さを警戒され、任務中に仲間に（粛清として）殺されそうになり、評議会の存在に疑問を持ち反旗を翻す。そのメンバーを募るため初期型の一人である市松に会いに行くが、市松を巻き込んで行われた評議会側の攻撃によって死亡した。
妹を虐待の末死亡させた母親と愛人を殺害した過去を持つ。
三号丸 - 牧史郎衛門（まき しろうえもん）
声 - 平田広明
普段の温厚な表情・性格とは裏腹に、時々鬼神のような形相になる。隻眼ではあるが他の者とは異なり、刀傷が走っている。茜、正蔵とチームを組んでいが、以前に楓と組んでいた時期があり、｢つがいの狼｣と呼ばれていた。後に友の死などをうけ、初期型サムライガンを敵視するようになりつつあった評議会を抜ける。常に佐吉への償いを模索している。一番思いやりのあるサムライガンだが、それが仇となってしまった。
元は一揆で役人に斬り殺された農民の子。半野生児化していたが勝海舟の身代わりとしてスカウトされる。
四号丸(欠番) - 牧佐吉（まき さきち）
三号丸-牧の弟。サムライガンへの養成過程で神経を痛めてしまったため欠番となったが、卓越した頭脳の持ち主。後に反評議会チームにおいて暗号解読等で活躍する。
五号丸 - 露台（ろだい）
評議会の対初期型サムライガン対策として、特殊な音響で人を操る装置「イントナルモーリ」で洗脳され、「対サムライガン用サムライガン」となっていた。洗脳を受けていた時は無表情・無感情だったが、元来は気が弱く大人しい性格だったようだ。後に親友を殺してしまい、正気に戻り自害。
六号丸 - 捨吉（すてきち）
声 - 高橋広樹
初期養成型サムライガンの一人。右目に眼帯を着用。市松曰く、リーダーには一番向いているらしい。サムライガンとしての活動を休止していた時期は見世物小屋のピアニストをしていたようだ。戦いに疲れ、評議会の任務に従事する中で橙を失い、全てに対してやる気を失ってしまった。後に評議会を抜け薩摩へと身を寄せる。
七号丸 - 市松（いちまつ）
声 - 森久保祥太郎
初期養成型サムライガンの一人。白髪なのはハーフであるため。ぶっきらぼうだが根は優しい。正義のためとはいえサムライガンとして人を殺める事に内心苦悩し、殺人行為を自分が楽しんでいるのでは、と疑っている。任務以外の時は居酒屋で歌い手を務めている（原作では紅が弦を引きつつ歌を歌い、市松は料理を運んだりするだけ）。お花に惹かれつつも、自身の立場を考え表立ってそれを見せることはない。
目の前で姉を裂界という男に陵辱・惨殺されたという過去を持つ。しかしそれこそが噂されていた「作られた過去」であり、イントナルモーリの被験体だった姉が暴走して市松を殺そうとしたため、やむなく殺害処分されたというのが真相であった。
八号丸
不明
九号丸 - 巽（たつみ）
非常にマイペースなサムライガンで、自分が助かれば周りはどうでもいいと思っている。イントナルモーリの洗脳途中に脱走したため、イントナルモーリの音に影響されやすくなっている。共に脱走した研究者の自己犠牲で助けられたことで、評議会に積極的に立ち向かう感情が芽生えた。
十号丸
詳細不明。一号丸に声が似ている。
十一号丸 - 楓（かえで）
昔の牧の相棒の女性型サムライガン。勝ち気で姉御肌。マキと別れた後も牧の事を思っていた模様。幕府を倒す事が出来るなら手段は選ばないと豪語している。後に半ば巻き込まれる形で反評議会チームに入る事になる。
幼い頃、弟が戻したものが袴にかかったという理由で激高した侍により家族を｢切り捨て御免｣で失った過去を持つ。
十四号丸
牧の回想に登場。市松に惚れていた女性型サムライガン。隻眼など、初期養成法を受けていたような印象あり。現在は不明。
十九号丸
牧の回想に登場。楓に性的悪戯をしようとして牧に再起不能にされる。
二十三号丸
露台の回想に登場。他の仲間と共に露台をイジメていたため牧に制裁される。
五十九号丸
捨吉と行動を共にしていた量産型サムライガン。実はロシアの諜報部から送られてきた二重スパイ。後に捨吉によって殺された。
三郎太
番号不明の量産型サムライガン。初期型同様に隻眼だが詳細は不明。虜囚奪還作戦にて狙撃を担当する。その際、残された目が異様なまでに見開かれる描写があった。
定吉
番号不明の量産型サムライガン。幕府に毒物試験場にされたという村に共に忍び込むが、その偽情報を餌に待ち伏せしていたアルキメデス達の攻撃で死亡。
力丸
番号不明の量産型サムライガン。幕府に毒物試験場にされたという村に共に忍び込むが、アルキメデスの重機関砲による攻撃で恐慌状態に陥りながら死亡。
0-02
番号不明のサムライガン。裂界の発言などから、最初期型のサムライガンと思われる。江戸城最深部に潜入した市松の行く手を阻むが、イントナルモーリの機能停止により暴走、裂界によって射殺された。
正体は裂界の息子であり、市松の父。その全身には無数の縫合痕があった。

### 評議会
松崎春海（まつざき しゅんかい）
声 - 中井和哉
市松に評議会からの指令を伝える。彼自身もサムライガンであり、サムライガンたちのパートナーとして作戦に従事していた。任務に関しては冷酷となるが、市松の苦悩や人々の悲しみも十二分に理解している。後に反評議会メンバーの中心となる。
元の名は松崎秋狐。評議会前身組織である松代藩特殊工作部隊「霧隠」の構成員だった。佐久間象山の弟子。「霧隠」が理想を見失い、腐敗していく姿を虚無的と捉え、人が集団化するという虚無への反発からアナキズムを抱く。
実は評議会とも江戸幕府とも全く異なる秘密結社の一員であったことが、終盤に明かされる。
代門洗十郎（だいもん せんじゅうろう）
声 - 小西克幸
市松の親友。表の顔は寺子屋の先生。艶本収集と釣りが趣味。技術者としても優れており、幕府から奪取された蒸気関節などの構造を瞬時に見抜いている。
後に評議会を離反した市松と決別し、評議会新国家戦略会議副議長へと就任する事になるが、それでも彼に友情を持っている。
紅（くれない）
声 - 氷上恭子
サムライガンとしては希少な女性メンバーの一人。任務以外の時は市松と同じ居酒屋で弦の弾き語りを務めている。
評議会の工作員に育てられた過去を持ち、父親代わりの彼に恋慕の念を抱いていたが、後に幕府の捕虜となった彼を殺害する任務を与えられる。
おっちゃん
本名不明。市松が働く居酒屋の入り口でいつもうたた寝をしているようだが、その正体は評議会の密偵。
大将
本名不明。市松が働く居酒屋の店主。代門には顔を合わせる度にツケの支払いを要求している。その正体は評議会の密偵。市松を訪ねてきた強太によって射殺される。
菊（きく）
技術部に所属する女性メンバー。かつては見世物小屋の歌姫として捨吉のピアノ演奏を受けて歌を披露していたが、美しい容貌と声から幕府の腐敗した治安組織に狙われ、さらに捨吉と関わったことで幕府の密偵に人質とされた。
その後の経緯、捨吉との関わりは不明だが、評議会入りしたと思われる。しかしそもそも前述の経歴は読本に基づくため、どこまで真実かも定かではない。
蜜（みつ）
声 - 中原麻衣
技術部に所属する女性メンバー。かつてやくざによって惨殺された親の敵討ちをせんとして窮地に陥るが、同じやくざを標的としていた強太によって助けられ、評議会入りする。
菊同様にその経歴は読本に基づくため、どこまで真実かも定かではない。
花田正蔵（はなだ しょうぞう）
声 - 山口勝平
牧の相棒であり悪友。強欲で出世に目がなく、茜を口説くなど粗野な面が目立つが、牧に言わせると自分に素直で裏のない男。
評議会より牧の監視命令を出されるが、親友を利用しての出世に葛藤を抱いて牧に相談や脱走を持ちかけるも、その会話すら盗聴されていたため｢粛清｣される。
茜（あかね）
声 - 清水香里
牧の相棒を務める女性メンバー。牧にほのかな想いを寄せている。生田の鳥に何回も遭遇する。滅多に戦わないが、銃を持って実戦に出ることも。
牧に頼まれて正蔵の消息を探り、その死を突き止めたことで牧と共に評議会を抜ける。その後は後方支援を担当していたが、またしても生田の鳥が現れた事で牧の死を悟る。
橙（あかり）
捨吉と行動を共にする女性メンバー。実は五十九号丸と一緒で二重スパイ。常に人をだます人生に嫌気がさしており、死への願望が強かった。
五十九号丸に不要人材の廃棄処分として撃たれ、最後は思いを寄せていた捨吉に見取られて死亡。
万年青（おもと）
巽と行動を共にする女性メンバー。元はイントナルモーリの研究に関わる技術者の助手で、彼と被験者である巽と共に脱走した。
当初は自己中心的な巽に対して反感を抱いていたが、共に江戸城地下へ潜入する過程を経て一定の理解を示す。

### 幕府
幕府はその威信に関わる問題としてサムライガンの排除をもくろみ、特殊部隊を置いて対抗する。しかし、幕府内部の人間たちにも様々な思惑が存在し、一枚岩という訳ではないようだ。
話頭光宗（わとうみつむね）
声 - 杉田智和
対サムライガン特別捜査部隊、通称「対サ特捜」の一人。不敵な性格。敵の弾道を読み取るという能力の持ち主で、市松とも互角に戦う凄腕の男。左目の下にマーキング（入れ墨、ペイント、シール等のいずれかなのかは不明）をしているのが特徴。
服部半蔵の傍系であり、幕府体制が限界を迎えつつあるのを理解しながら、その内部に浸透している評議会の陰謀へ対抗していく。
勝海舟（かつかいしゅう）
声 - てらそままさき
江戸城の深奥でバベッジ型と思わしき蒸気コンピュータ「大蒸気機関」の運用を統括する幕府の巨魁。一方の雄、西郷隆盛と異なり、その実像はかなり具体的に描かれている。ただし、史実において関係の深い坂本龍馬との接点は全くといってよいほど空白となっている。
父親である勝小吉が評議会構成員として牧兄弟を引き取っていたことを知っており、彼らがいなければ自分がサムライガンとなっていただろうと語っている。
終盤に評議会最高意思決定会議議長であること。さらには両者の背後に存在する「秩序機構」という謀略組織の一員であることが明かされる。
虎山正英（こざん まさひで）
声 - 江川央生
話頭の上司。サムライガンおよび評議会の真相に迫りすぎたことで拉致され、消息を絶つ。
川路利良
対サ特捜の一員で虎山の部下。しかし同時に評議会の工作員でもあり、虎山を拉致する。
烈界（れっかい）
声 - 金尾哲夫
幕府と深く関係している謎の男。評議会構成員ヴィクター・ライノとして初期養成型サムライガンに施術を行った張本人。
市松の過去に関する重大な秘密を握っており、原作の最終回で全てが明かされることになる。
本名はヴィクトル・ライノ・フランケンシュタイン。さらには幕府評議会両者の背後に存在する「秩序機構」という謀略組織の一員であることが明かされる。

### その他
お花（おはな）
声 - 茅原実里
遊女だったが、後に市松と同じ居酒屋で働くようになる。市松に想いを寄せるが、彼が危険な裏の仕事に就いていることに薄々感づいており恋心を心中に押し込めている。
西郷隆盛
薩摩藩（本作においていわゆる薩長土肥の中でほぼ唯一最大の存在感を示している。）を代表する人物で西南戦争の首謀者。「大西郷」としてその存在と行動に言及されるのみで、ほぼ登場はしない。また複数の影武者が存在する事も明かされている。捨吉が最後に辿り着いた先で評議会に対する真実を知り、後に『サムライガン月光』へと繋がるとある計画を起こす事となる。
高杉晋作
長州藩を代表する人物。幕府から命を狙われており、上海から日本への帰国に際して楓に護衛されている。
坂本龍馬
声 - 佐々木望
原作では名乗ることが無いが、総髪の容貌、独白や土佐弁、そして「『近江』に落ち着くまで全力で走らなければならない」との予言などでその人と分かる幕末最大の志士の一人。昨今の「操られていた龍馬」説に近い人物設定だが、任務中にサムライガンたちと邂逅し、相通ずる個性・技量を見せる好漢。史実上縁の深い勝海舟との関係は不明。
アニメにおいて自ら名乗り、当人であることが確定した。なお、アニメのクレジットは司馬遼太郎が採用して以来多用される「坂本『竜馬』」である。
アーネスト・サトウ
英国情報部の工作員。松崎と接触し情報交換を行う。
実はある秘密結社の構成員でもあった。
生田の鳥
詳細は不明。超自然現象的な鳥、人の生き死ににまつわる存在として描かれる。生田の鳥を入手できれば国家安寧が約束されるとして幕府高官が召喚の儀式を行ったのを皮切りに、茜は幾度となく生田の鳥と接触する。
続編『サムライガン月光』においても重要な要素として登場する。

## 登場銃器
この時代には本来存在しえない、回転弾倉の無い自動式拳銃が多く登場する。西洋式のものではなく、倭寇を通じて大陸から伝来した火器類の技術が異様発達したものと設定されている。
サムライガンたちが用いるものは「侍銃」と呼ばれ、任務に際して一定量の破砕弾丸が支給される。
侍銃四七一
捨吉が愛用していた銃であり、作中最初に登場した侍銃。暴発の危険性があったことが後に指摘されている。おそらく強太もこの侍銃を用いていたと思われる。
侍銃四七二
市松が初期に使用していた銃。銃把に木材が使用されており、軽く取り回しに優れるが、威力不足が指摘される。
侍銃四七三
虜囚奪回作戦で三郎太が使用。超長距離の狙撃を目的としており、反動が強烈。三郎太は体を木に縛り付けて使用した。
侍銃四七四
市松が四七二から持ち替えた新式銃。重量増加により四七二より安定感が増し、また内部機構の改良により攻撃力も上がっている。巽が使用したのもこの銃。
侍銃四七七
牧が使用した侍銃。確認される侍銃の中で、唯一プロップアップ式ショートリコイルが採用されている。
侍銃四七八
評議会中央執行部の独自開発による侍銃。黒合金製鉄カブトを射抜く赤合金製徹甲弾の使用が可能。ティルトバレル式ショートリコイルに仕様が戻っている。

## テレビアニメ
2004年10月5日から12月14日にかけてテレビ朝日とその系列局の一部で放送された。第11話と最終話は2話連続で放送。

### スタッフ
- 原作 - 熊谷カズヒロ[1]
- 監督 - 菊池一仁[1]
- 助監督 - 山口美浩
- シリーズ構成 - 園田英樹[1]
- キャラクターデザイン・総作画監督 - 大貫健一[1]
- メインメカデザイン - 高倉武史
- 美術監督 - 東條俊寿[1]、宮前光春
- 色彩設計 - 酒井美晴
- 撮影監督 - 森下成一
- 編集 - 田熊純
- 音楽 - 多田彰文[1]
- 音響監督 - 小林克良[1]
- プロデューサー - John Ledford、鈴木祐治、地引和夫
- 企画・エグゼクティブプロデューサー - 長澤隆之
- アニメーション制作 - エッグ[1]
- 制作 - avex mode、テレビ朝日
- 製作・著作 - avex mode、ADVフィルム

### 主題歌
オープニングテーマ「SamuraiCrew」
作詞 - SOTARO / 作曲・編曲・歌 - ZZ
エンディングテーマ「いえないコトバ」
作詞 - Kenn Kato / 作曲 - 菊池一仁 / 編曲 - ats- / 歌 - 嘉陽愛子
挿入歌「ずっと…一緒」
作詞 - 海老根祐子 / 作曲 - 畠中司 / 編曲 - 安藤高弘 / 歌 - 茅原実里

### 各話リスト
| 話数 | サブタイトル | 脚本     | 絵コンテ       | 演出           | 作画監督                |
| ---- | ------------ | -------- | -------------- | -------------- | ----------------------- |
| 1    | 侍銃を持つ男 | 園田英樹 | 菊池一仁       | 山口美浩       | 永田正美                |
| 2    | 実験鉄道     | 園田英樹 | 菊池一仁       | 山口美浩       | 増谷三郎                |
| 3    | 眠れる花     | 大川俊道 | 横山じゅんいち | 横山じゅんいち | 糸島雅彦 横山じゅんいち |
| 4    | 稲妻         | 大川俊道 | 奥村吉昭       | 岡嶋国敏       | 二宮常雄                |
| 5    | 天敵         | 園田英樹 | 江上潔         | 楠本巨樹       | 橋本英樹                |
| 6    | 血と歌       | 大川俊道 | 山崎理         | 山崎理         | 明珍宇作                |
| 7    | 代門戦線     | 園田英樹 | 奥村吉昭       | 奥村吉昭       | 宇佐美皓一 後藤孝宏     |
| 8    | 野望の谷     | 大川俊道 | もりわきまこと | 楠本巨樹       | 松下純子                |
| 9    | 水際を走る   | 大川俊道 | 松尾慎         | 松尾慎         | 松尾慎                  |
| 10   | 人形の家     | 大川俊道 | 山崎理         | 清水聡         | 明珍宇作                |
| 11   | 血と慰み     | 園田英樹 | 下田正美       | 山口美浩       | 大貫健一 楠本巨樹       |
| 12   | 実体         | 園田英樹 | 下田正美       | 岡嶋国敏       | 後藤孝宏                |

### 放送局
- テレビ朝日 月曜 3時12分 -
- ABC 火曜 2時54分 -
- メ〜テレ 火曜 2時43分 -
- 秋田朝日放送
- 長野朝日放送
- 北陸朝日放送
- 山口朝日放送
- 愛媛朝日テレビ
- 長崎文化放送

## 続編
サムライガンより数十年先の舞台を描いた『サムライガン月光』がある。
幕府評議会を取り込んで成立した新政府が体制側の赤軍、反体制派の黒軍に二分。西南戦争にて黒軍が敗北した後の1880年代を舞台に、西郷隆盛の息子にして黒軍が擁する第2世代サムライガンである月光が、同じく赤軍の第2世代サムライガンの少女・絹を救うため奔走。やがて未知の新エネルギー・ヴォルゴを巡る戦いの中で、自分が人工的に作られた生田の鳥だという真実に直面する。
また、サムライガンとサムライガン月光を繋ぐ｢ロッテルダムバーニン｣（市松のその後）のプロローグこそは存在するが、未だ連載には至っていない。
他、前述通りモノクロームボックス』『マイティジャック THE SHADOW FORCE』『モンテ・クリスト』などの作品には、本作と共通する要素が散りばめられている。